# Neuville-Ferrières
Neuville-Ferrières is een gemeente in het Franse departement Seine-Maritime (regio Normandië) en telt 578 inwoners (1999). De plaats maakt deel uit van het arrondissement Dieppe.

## Geografie
De oppervlakte van Neuville-Ferrières bedraagt 13,0 km², de bevolkingsdichtheid is 44,5 inwoners per km².
De onderstaande kaart toont de ligging van Neuville-Ferrières met de belangrijkste infrastructuur en aangrenzende gemeenten.

## Demografie
Onderstaande figuur toont het verloop van het inwonertal (bron: INSEE-tellingen).